# 朱琪
朱琪（1972年6月2日—） ，男，上海人，中国职业足球运动员，曾经入选过国奥队、国家队，在球场上是中后场攻防的多面手，尤其他担任拖后前卫的能力曾经得到多名上海申花外籍主教练以及国家队主帅霍顿的肯定。

## 足球生涯
朱琪在虹口区广灵路小学时就展现出足球才能，其后进入上海少体校，如今的名帅朱广沪成为他的启蒙教练。1993年底，上海申花足球俱乐部成立，原上海队的朱琪就被选入一线队。1995年甲A联赛，朱琪与祁宏、吴承瑛、谢晖等年轻球员一起成为球队夺得联赛冠军的核心。主帅徐根宝离开申花队后，此后的三个外籍主教练斯托依科夫、安杰依、墨里西都对朱琪的能力大加赞赏。朱琪也凭借其出色的表现赢得了在中国国家队的主力位置。
1999年巴西教练拉扎罗尼入主申花后，朱琪与球队一起陷入了低谷，申花队落到了历史最差联赛成绩，而朱琪也不适应拉扎罗尼的安排。其间曾有一次朱琪肩膀脱臼仍被派打封闭后上场比赛，并留下习惯性脱臼的后遗症。2000年初，朱琪最终决定转会，加盟了四川全兴，也成为了申花第一个外出加盟其它甲A球队的球员。
不过此后朱琪频繁受到伤病困扰，鲜有主力上场的机会。两年后，他回到上海，加盟上海中远，不过仍然没有太多表现的机会，最终于2004年初决定退役。

## 退役后
退役后的朱琪开始从事五人制足球方面的事业。